# Brittiska imperieorden
Brittiska imperieorden (engelska: Order of the British Empire; formellt Most Excellent Order of the British Empire) är en brittisk statsorden som instiftades den 4 juni 1917 av kung Georg V för förtjänster gjorda åt, det som då var det brittiska imperiet, numera i praktiken Storbritannien, då de flesta samväldesriken under senare hälften av 1900-talet har instiftat egna statsordnar med samma funktion. 
Den är en del av Storbritanniens belöningssystem och tilldelas både män och kvinnor och förlänas i fem grader. Den utdelas av den brittiske monarken på premiärministerns i praktiken bindande råd.
Ordensförläningar sker vanligtvis två gånger om året, dels vid nyår (New Year Honours List) och dels i samband med monarkens officiella födelsedag (Birthday Honours List) men också i samband med att en premiärminister avgår (Prime Minister's Honours List) eller att parlamentet upplöses (Dissolution Honours). Orden delades 1918 i en militär och en civil avdelning. 
Ordensbandet är i rosa med gråa kanter, för den militära avdelningen har bandet även en grå rand i mitten. Mottot är For God and the Empire ("För Gud och Imperiet"). Orden är, tillsammans med Order of the Companions of Honour, den yngsta av Storbritanniens ordnar.

## Grader
Orden, som till utländska medborgare endast kan utdelas honoris causa, har fem civila och militära avdelningar vilka är:
| Engelska                                                                                                | Bild     | Svenska                            |
| --- | -------- | ---------------------------------- |
| Knight Grand Cross eller Dame Grand Cross of the Most Excellent Order of the British Empire (GBE)       | Kraschan | Storkors (StkStbEmpO)              |
| Knight Commander eller Dame Commander of the Most Excellent Order of the British Empire (KBE eller DBE) | Kraschan | Kommendör av 1 klass (KStbEmpO1kl) |
| Commander of the Most Excellent Order of the British Empire (CBE)                                       | Halskors | Kommendör av 2 klass (KStbEmpO2kl) |
| Officer of the Most Excellent Order of the British Empire (OBE)                                         |          | Officer (OffStbEmpO)               |
| Member of the Most Excellent Order of the British Empire (MBE)                                          |          | Riddare (RStbEmpO)                 |

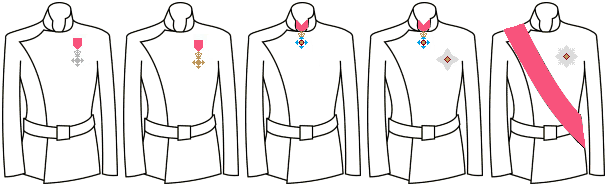
Respektive insignier som hör till respektive grad, på bilden för män i uniform, i stigande ordning från vänster till höger.

En mottagare av en grad inom orden har rätt att använda förkortningen för graden efter namnet, t.ex. "John Smith MBE" eller "Mary Jones OBE". Endast de två högsta graderna ger en annars obetitlad mottagare (dvs den som inte är en kunglig höghet, innehar en pärsvärdighet, baronettskap eller redan dubbad till Knight Bachelor) rätt att titulera sig "Sir" (för män, exempelvis "Sir John Smith KBE") eller "Dame" (för kvinnor, exempelvis "Dame Mary Jones DBE"). 
Medborgare i länder som inte är samväldesriken tilldelas grader i orden som hederstitlar: exempelvis så har den amerikanske medborgaren och Microsoft-grundaren "Bill Gates KBE" inte rätt att i Storbritannien kalla sig för "Sir Bill Gates KBE".
Det finns även en British Empire Medal (BEM) vars mottagare inte är medlemmar av orden men som dock har att göra med orden. Denna återinrättades 2012 av David Camerons koalitionsregering.

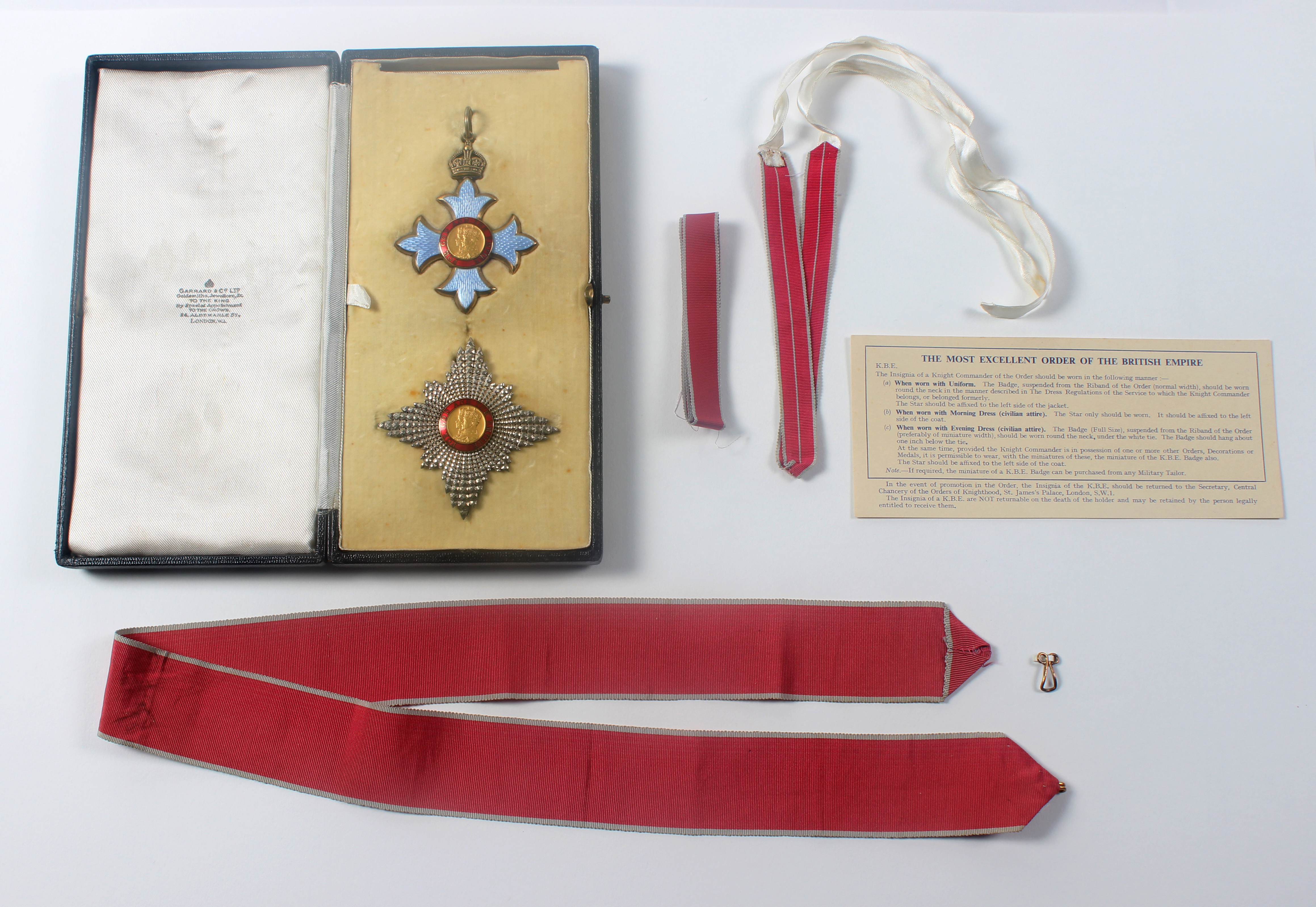
Insignier för KBE (KStbEmpO1kl) som tillhörde Edmund Hillary.

## Svenska mottagare

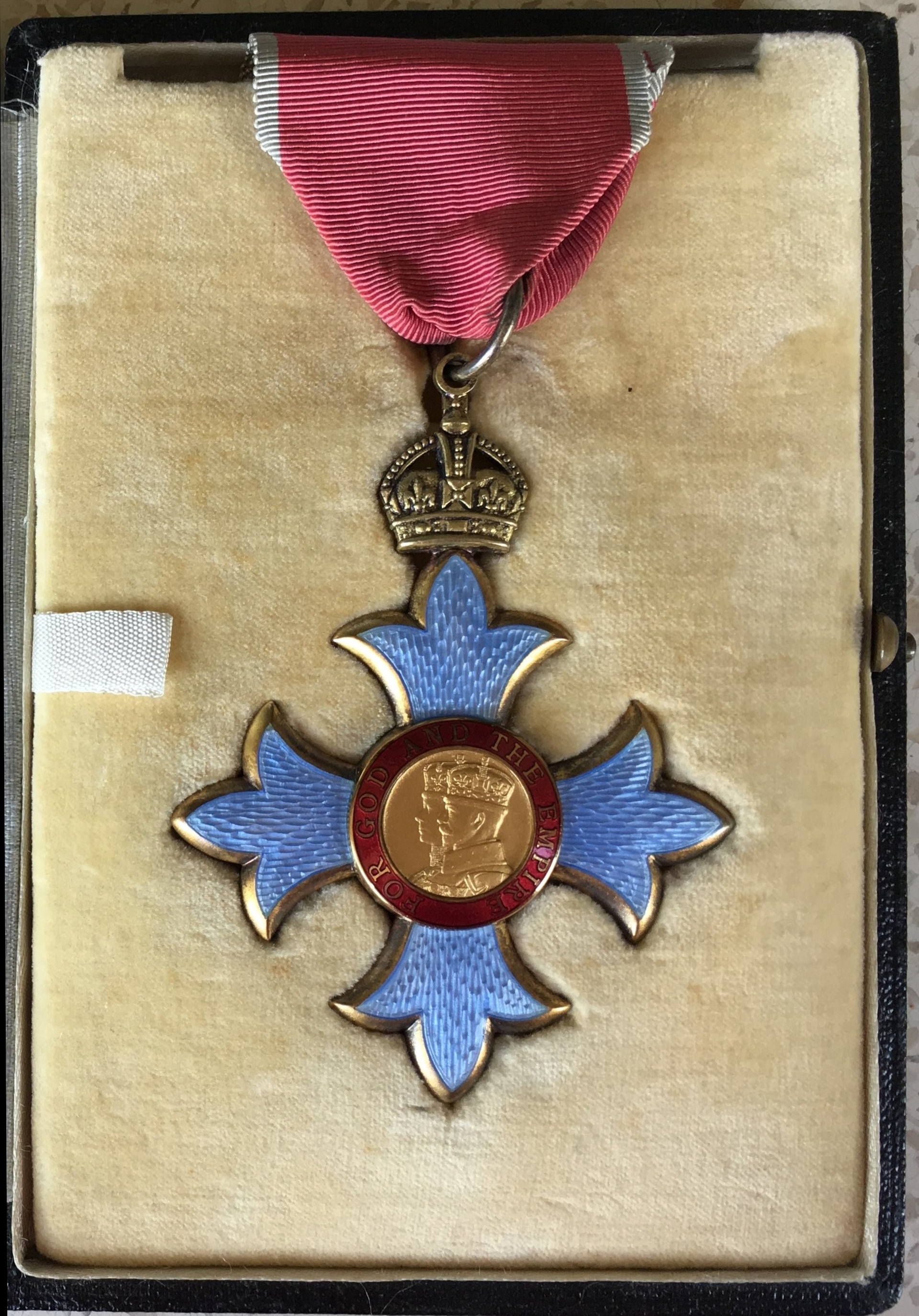
Ordenstecknet för CBE (KStbEmpO2kl) i den civila avdelningen.

- Hovsångerskan Elisabeth Söderström, CBE 1985.
- Hovsångerskan Kerstin Meyer, CBE 1985.
- Näringslivspersonen Håkan Mogren, KBE 2004.[2]
- Fotbollsspelaren Henrik Larsson, MBE 2006.[3]

## Kritik
John Lennon förlänades liksom de övriga medlemmarna i Beatles 1965 Brittiska imperieorden av graden MBE för sina musikaliska framgångar. Den 25 november 1969 återlämnade dock Lennon sina insignier i protest mot Storbritanniens agerande i Biafrakriget, landets stöd för USA under Vietnamkriget samt att hans låt Cold Turkey höll på att halka ner från topplistorna.